# 팬텀 스레드
《팬텀 스레드》(영어: Phantom Thread)는 2017년 개봉한 미국의 로맨틱 드라마 시대극 영화이다. 폴 토머스 앤더슨이 감독과 각본을 맡았다. 1950년대 잉글랜드 런던의 패션계가 영화의 배경이다.
《데어 윌 비 블러드》(2007) 이후 앤더슨과 배우 대니얼 데이루이스의 두 번째 협업작이며, 데이루이스의 마지막 연기 작품이 될 것이라고 알려졌다.
제90회 아카데미상에서 작품상, 감독상, 남우주연상, 여우조연상(레슬리 맨빌), 음악상 후보에 지명됐으며, 의상상 수상작이다.

## 줄거리
1954년 런던. 존경받는 패션 디자이너 레이놀즈 우드콕과 그의 패션 하우스를 관리하는 누나 시릴은 상류층 유명 인사들을 고객으로 거느리고 있다. 우드콕이 철두철미하게 직조해온 삶의 양식은 그가 강한 의지를 지닌 젊은 외국 여성 알마를 만나게 되면서 변화하기 시작한다.

## 출연
- 대니얼 데이루이스 - 레이놀즈 우드콕 역
- 비키 크리프스 - 알마 엘슨 역
- 레슬리 맨빌 - 시릴 우드콕 역
- 커밀라 러더퍼드 - 조아나 역
- 지나 매키 - 헨리에타 하딩 백작 부인 역
- 브리언 글리슨 - 로버트 하디 의사 역
- 해리엇 샌섬 해리스 - 바버라 로즈 역
- 사일러스 카슨 - 루비오 구레로 역

## 기타 제작진
- 총괄 제작: 질리언 롱네커
- 배역: 커샌드라 쿨루컨디스
- 미술: 마크 틸즐리
- 세트: 베로니크 멜레리
- 의상: 마크 브리지
- 사운드 디자인: 크리스토퍼 스카러보시오
- 음향 편집 감독: 매슈 우드
- 특수 효과: 크리스 레이놀즈